# Naantali
Naantali (szw. Nådendal) – miasto
w południowo-zachodniej Finlandii wchodzące w skład zespołu miejskiego Turku.
Niewielkie miasteczko portowe liczące 12,5 tysiąca mieszkańców, jest jednak ciekawą turystycznie miejscowością. Znajduje się tam m.in. Kultaranta – letnia rezydencja prezydenta Finlandii oraz Muumimaailma – park rozrywki poświęcony Muminkom będący jedną z najciekawszych atrakcji rodzinnych Finlandii. Na początku czerwca w Naantali odbywa się Festiwal Muzyczny, z koncertami muzyki kameralnej.
1 stycznia 2009 roku do Naantali włączone zostały mniejsze miasteczka Merimasku, Velkua oraz Rymättylä.

## Zabytki
- Stare miasto z wąskimi brukowanymi uliczkami i niskimi kolorowymi domkami, w których znajdują się sklepy z pamiątkami, rękodziełem, galerie i kawiarnie
- Kościół klasztorny sióstr św. Brygidy z 1462 roku, z kamienną barokową wieżą z 1797 roku
- Kultaranta – letnia rezydencja prezydenta Finlandii z 1916 roku otoczona przez ogrody różane
- Świat Muminków (Muumimaailma) – położony na wyspie Kailo park rozrywki, gdzie latem można spotkać postacie z bajki, odwiedzić Dom Muminków lub fort piratów